# Попелянський Яків Юрійович
Яків Юрійович Попелянський (12 (25) листопада 1917, Самгородок, Київська губернія — 12 січня 2003, Сіетл) — радянський (російський) невропатолог, доктор медичних наук, професор, заслужений діяч науки РФ, почесний член Євро-Азіатської академії медичних наук.

## Життєпис
Народився 25 листопада 1917 року у містечку Самгородок Бердичівського повіту Київської губернії (нині територія Вінницької області), у єврейській родині. Існує версія, що його батько став жертвою єврейського погрому.
У 1935 році Яків Попелянский вступив до 1-го Московського медичного інституту, який закінчив 16 вересня 1940 року.
З початку німецько-радянської війни — на фронті, капітан медичної служби, старший лікар 836-го бомбардувального авіаполку. Нагороджений орденом Червоної Зірки, медалями.
Після війни — аспірант інституту неврології АМН СРСР. У 1950 році захищає кандидатську дисертацію з теми: «Порівняльна клінічна характеристика тремтливого паралічу і постенцефалічного паркінсонізму».
До 1957 року працює в Кишиневі, Чкалові, Москві, де починає досліджувати проблеми шийно-грудних і попереково-крижових радикулітів. Систематичні спостереження приводять Попелянського до висновку про зв'язок у деяких випадках радикулярних симптомів з патологією хребта. Ці спостереження сприяли обґрунтуванню системи поглядів про остеохондроз у СРСР.
У 1957 році Попелянський переїжджає до Новокузнецька, де продовжує дослідження з теми остеохондрозу будь-якої локалізації та його проявів.
У 1960-і роки найбільшу увагу Я. Ю. Попелянський приділяє дослідженням синдромів і лікуванню остеохондрозу шийного відділу хребта. У 1963 році захищає докторську дисертацію у Куйбишеві з теми «Шийний остеохондроз (клініка, діагностика та лікування)», а в 1966 році видавництво «Медицина» друкує монографію Я. Ю. Попелянського «Шийний остеохондроз».
У 1967 році Якова Юрійовича обрано завідувачем кафедри нервових хвороб Казанського медичного інституту, де він створив школу вертеброневрології і де пропрацював понад 30 років.
Я. Ю. Попелянським розроблено теоретичні, методологічні та практичні основи нової медичної дисципліни, яка народилася на межі неврології та ортопедії: неврології опорно-рухового апарату або ортопедичної неврології.
Багато термінів, пов'язаних із симптоматикою остеохондрозу, і саме поняття «остеохондроз» отримали новий зміст завдяки працям професора Попелянського та його учнів. На базі Новокузнецької і Казанської шкіл розроблено наукові методи реабілітації і техніки мануальної терапії.
Основні праці:
- «Шийний остеохондроз» (Москва, 1966)
- «Вертеброгенні захворювання нервової системи» 1 — 4 том (Казань, 1974—1986)
- «Хвороби периферичної нервової системи» (Москва, 1989)
- «Ортопедична неврологія» (Казань, 1997)

У 2000 році Я. Ю. Попелянський переїхав на постійне проживання до США, де прожив три роки. Помер 12 січня 2003 року у Сіетлі (штат Вашингтон).

### Громадянська позиція
Я. Ю. Попелянського характеризує випадок при засудженні «антинаукових поглядів» М. О. Бернштейна, коли ще аспірант, Попелянський єдиний виступив на захист вченого. Незважаючи на захищену дисертацію, Попелянський, єдиний, хто не був забезпечений роботою. Доктор Попелянський не приховував свого ставлення до антисемітизму. Батька його вбили погромники.

### Педагогічна діяльність
За відгуками учнів, Я. Ю. Попелянський володів талантом оратора, лекції якого краще було слухати, аніж записувати.
Серед його учнів — 13 докторів наук, 38 кандидатів наук, завідувачі кафедрами, доценти, директори клінік і вертеброневрологічних центрів, автори монографій.